# Charles De Goal

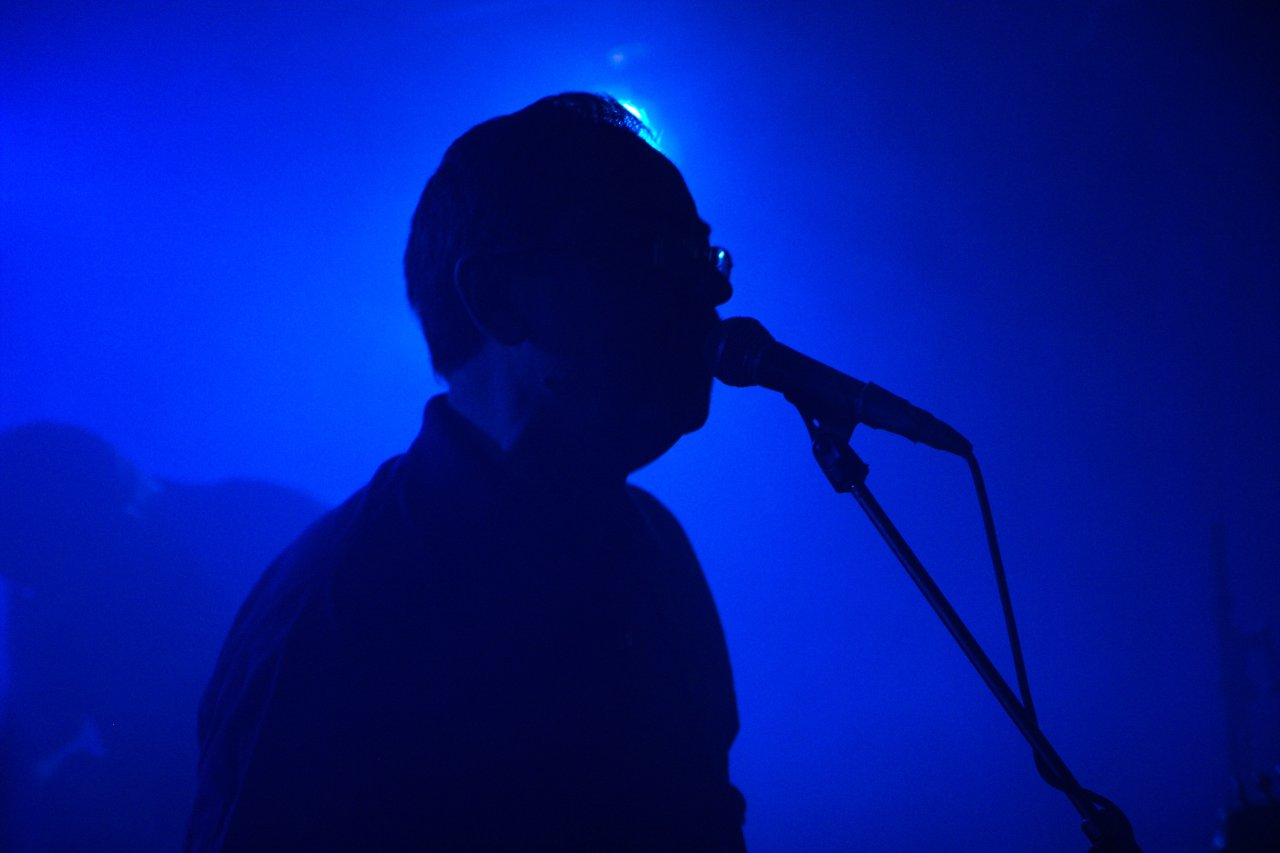
Patrick Blain van Charles De Goal in 2007

Charles De Goal is een Franse coldwave-formatie, opgericht in 1980 door Patrick Blain.
Gedurende de eerste jaren van zijn bestaan was de groep in nevelen gehuld: de albums die uitgebracht werden, bevatten geen gegevens omtrent de bandleden, en er ontstonden bijgevolg wilde speculaties over wie Charles De Goal in feite was. De muziek was een mengeling van punk en new wave met melancholische, grimmige inslag; derhalve werd de stijl tot de coldwave gerekend, hetgeen een overwegend Franse variant van de darkwave was. Dit genre is in Frankrijk steeds in het gebied van de subculturen gebleven; binnen de wave-scène, die in de vroege tachtiger jaren echter een aanzienlijke omvang kende, wekte Charles De Goal grote belangstelling. Dat men niet wist wie achter de groep stak, maakte de band des te intrigerender.
Het mysterie werd opgehelderd toen de groep in 1985 — na vijf jaar anonimiteit — een eerste concert gaf, en Charles De Goal een eenmansproject van Patrick Blain bleek te zijn. Eén jaar later verscheen eveneens het laatste album; door aanwending van pop-invloeden had Charles De Goal een iets grotere bekendheid bij het grote publiek verworven, en had zelfs enkele radio- en televisieoptredens gemaakt. In de jaren na 1986 werden enkele compilatie-cd's uitgebracht; in 1992 opgenomen materiaal werd in 2005 en 2007 als bonus op de heruitgave van de albums Algorythmes en 3 gezet.
Patrick Blain stichtte medio jaren 2000 een elektronische punkgroep, Monkey Test. Met de Monkey Test-leden Etienne Lebourg en Jean-Philippe Brouant, aangevuld door AE van End of Data, gaf hij in 2006 een als eenmalig bedoeld reünieconcert van Charles De Goal. Het succes was evenwel onverwacht groot, waarop de band een lange reeks concerten door Europa aanvatte.
In de loop van 2008 wil Charles De Goal, in zijn nieuwe bezetting, een nieuw album uitbrengen.

## Discografie
- 1980 Algorythmes
- 1982 Ici l'ombre
- 1984 3
- 1986 Double face
- 1989 Commémoration (compilatie)
- 1997 État général (compilatie)
- 2005 Algorythmes (heruitgave met bonusnummers)
- 2007 3 (heruitgave met bonusnummers)